# Boldogfalva

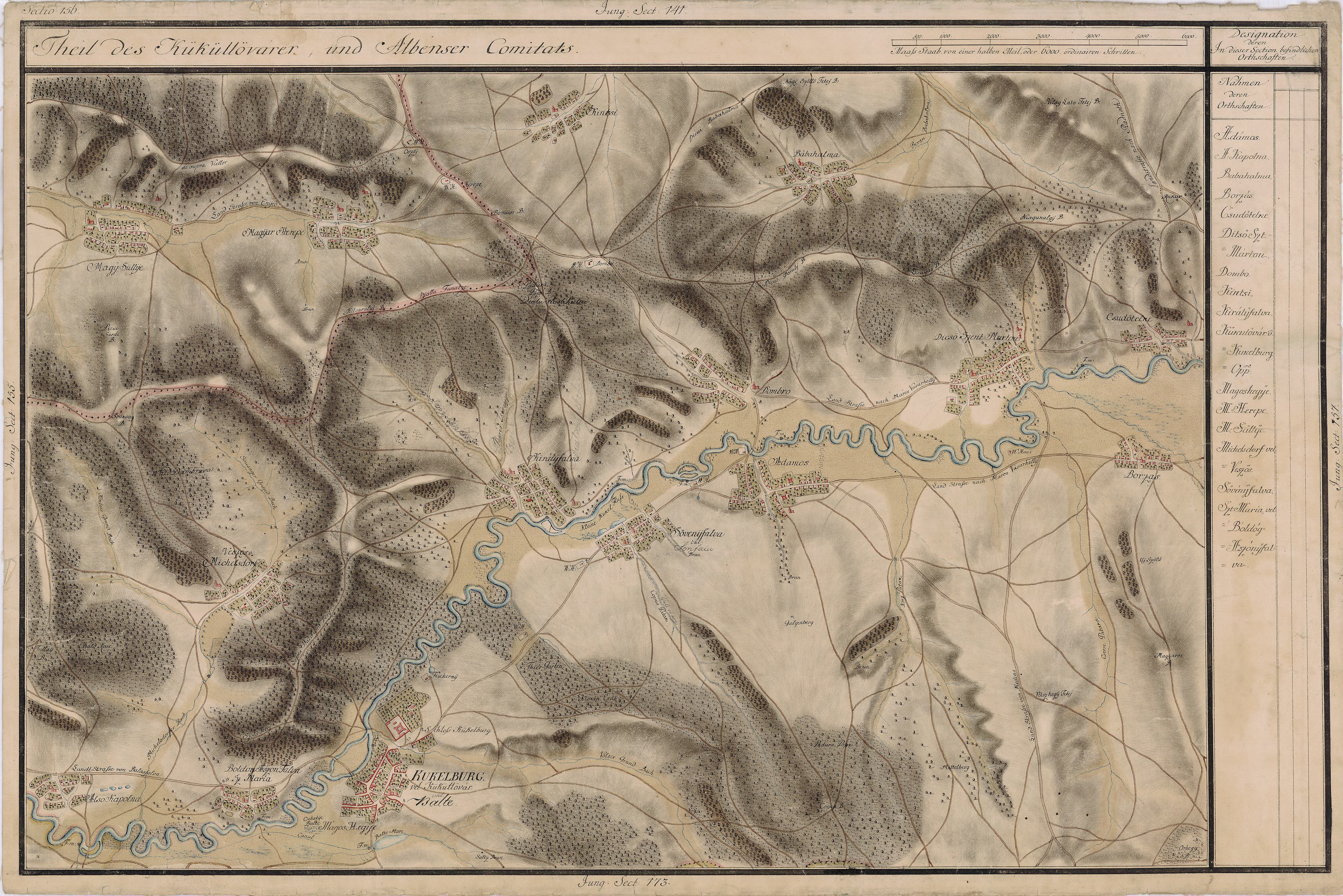
Boldogfalva egy régi térképen

Boldogfalva (Küküllőboldogfalva, rom.Sântămărie, ném. Treukirch vagy Frauenkirch), település Romániában, Erdélyben, Fehér megyében.

## Fekvése
A Kis-Küküllő mellett, Küküllővártól nyugatra, Küküllővár és Alsókápolna közt fekvő település.

## Története
Boldogfalva' nevét 1448-ban említette először oklevél Boldogazzonfalwa néven.
1587-ben Boldoghffalwa, 1808-ban Boldogfalva, Dreykirchen, 1910-ben Boldogfalva néven írták. A XX. század során egyházi iratokban többnyire Küküllőboldogfalva néven, olykor pedig Kisküküllőboldogfalva néven említik.[forrás?]
1462-ben Küküllővár tartozéka. Erdély kormányzója ekkor adományozza Szentgyörgyi László, Belényesi Mihály és Fekete Osvát nemeseknek. Később a küküllővári birtokhoz tartozik. Erre utal az, hogy 1507-ben Benedek bíró, s Nagy Péter és Kis János esküdtek jelennek meg Boldogfalváról a küküllővári várban, mint a várhoz tartozó jobbágyok.1565-ben nagy valószínűséggel a környező jobbágyfalvakkal együtt Boldogfalva is a Csáky birtokhoz tartozik. 1607. június 17-én Rákóczi Zsigmond fejedelem Mikó Györgynek és feleségének, Orbai Annának, illetve örököseiknek adományozta. 1759-ben az Apafi birtokok összeírásában említik. 1791-ben gróf Mikes Anna a Boldogfalvi Eklézsia adományozói között említtetik. Ezt követően a fellelhető adatok még hiányosabbak. Története minden bizonnyal szorosan összefonódik a szomszédos város, Küküllővár történetével.[forrás?]
A trianoni békeszerződés előtt Kis-Küküllő vármegye Hosszúaszói járásához tartozott.
1910-ben 419 lakosából 213 magyar, 200 román volt. Ebből 201 görögkatolikus, 192 református, 8 unitáriánus volt.
I. világháborús halottak
- Dénes István – közlegény – 55 éves – 1914
- Bándi Pál – közlegény – 30 éves – 1914
- Solsz János – szakaszvezető – 28 éves – 1917 (Balázstelkén született)
- Magyari Károly – közlegény – 28 éves – 1915 (Küküllőfajszon született)
- Szakács István  – közlegény – 27 éves – 1918
- Bándi András Ferencé közlegény – 21 éves – 1914
- Ifj. Dénes Márton – közlegény – 20 éves – 1915
- Vesszősről: Szabó Sándor – közlegény – 28 éves – 1914
- Joó Márton–harctéren–1915.07.21. (a családkönyvi bejegyzések alapján)
- Szász János–„harctéren hősi halált halt” (a családkönyvi bejegyzések alapján)
- Bándi Zsuzsa–„1914. évi háborúban” (a családkönyvi bejegyzések alapján)

II. világháborús halottak
- Bándi István –elesett a „harctéren Szebasztopolnál”–1944.05.02
- Jankó Károly –„elesett a II.–ik világháborúban”
- Jankó Károly –„eltünt harctéren Ru.1943”
- Dénes Anna–„Bomba érte mh.1944.IX.”[forrás?]